# Джейсон Мурільйо
Джейсон Мурільйо (ісп. Jeison Murillo, нар. 27 травня 1992, Барранкілья) — колумбійський футболіст, захисник італійської «Сампдорії». Грав за національну збірну Колумбії.

## Клубна кар'єра
Народився 27 травня 1992 року в місті Калі. Вихованець «Депортіво Калі». У 2010 році його помітили скаути італійського «Удінезе» і незабаром після свого 18-річчя футболіст підписав контракт з фріульцями. Для отримання ігрової практики захисник був відправлений в оренду у іспанську «Гранаду», де весь наступний сезон грав за дубль у регіональному чемпіонаті Андалусії, п'ятому за рівнем дивізіон Іспанії. 
2011 року Мурільйо був викуплений «Гранадою» і відразу ж відданий в оренду в «Кадіс». 30 жовтня у матчі проти «Мелільї» він дебютував у Сегунді Б. 6 листопада в поєдинку проти «Бадахоса» Джейсон забив свій перший гол за «Кадіс».
Влітку 2012 року Мурільйо на правах оренди перейшов в «Лас-Пальмас». 19 серпня в матчі проти «Расінга» з Сантандера він дебютував у Сегунді. 24 лютого 2013 року в поєдинку проти «Вільярреал» Джейсон забив свій перший гол за «Лас-Пальмас».
Влітку 2013 року Мурільйо повернувся в «Гранаду». 18 серпня в матчі проти «Осасуни» він дебютував у Ла Лізі. 10 січня 2014 року в поєдинку проти «Райо Вальєкано» Джейсон забив свій перший гол за «Гранаду». 
В лютому 2015 року Мурільйо підписав п'ятирічний контракт з міланським «Інтернаціонале», який почав діяти з літа. Сума трансферу склала 8 млн. євро. 23 серпня в матчі проти «Аталанти» він дебютував у італійській Серії А. Протягом двох сезонів був одним з основних захисників «нераззуррі», провівши 61 матч у національному чемпіонаті.
Попри це у серпні 2017 року було оголошено, що Мурільйо повертається до Іспанії, де його новою командою стала «Валенсія». 20 грудня 2018 року на умовах оренди з правом викупу за 25 мільйонів євро перейшоа до «Барселони», в якій за півроку провів по два матчі у Ла-Лізі і Кубку країни.
13 липня 2019 став гравцем італійської «Сампдорії», яка за 2 мільйони євро орендувала гравця терміном на сезон 2019/20. Угода передбачала обов'язковий викуп гравця по завершенні оренди за 13 мільйонів євро.
15 січня 2020 року італійський клуб викупив права на гравця, однак відразу ж віддав його в оренду до іспанського «Сельта Віго». У вересні того ж року «Сельта» подовжила оренду захисника. Поновив виступи за «Сампдорію» з початком сезону 2022/23.

## Виступи за збірні
2009 року у складі юнацької збірної Колумбії взяв участь у юнацькому чемпіонаті світу в Нігерії, на якому зіграв у шести матчах, забив один гол і посів з командою четверте місце.
2011 року у складі молодіжної збірної Колумбії взяв участь в домашньому молодіжному чемпіонаті світу. На турнірі він зіграв у 4 офіційних матчах і дійшов з командою до чвертьфіналу.
11 жовтня 2014 року дебютував в офіційних матчах у складі національної збірної Колумбії в товариській грі проти збірної Сальвадору (3:0). 
У 2015 році в складі збірної Мурільйо взяв участь у Кубку Америки у Чилі. На турнірі він зіграв у матчах проти збірних Венесуели, Бразилії, Перу та Аргентини. У поєдинку проти бразильців Джейсон забив свій перший гол за національну команду.
Протягом семи сезонів провів у формі головної команди країни 31 матч, забивши 1 гол.
| Дата       | Місто          | Господарі | Результат          | Гості      | Турнір                                 | Голи | Примітки |
| ---------- | -------------- | --------- | ------------------ | ---------- | -------------------------------------- | ---- | -------- |
| 10-10-2014 | Нью-Джерсі     | Колумбія  | 3 – 0              | Сальвадор  | товариський матч                       | -    | 61'      |
| 14-10-2014 | Нью-Джерсі     | Канада    | 0 – 1              | Колумбія   | товариський матч                       | -    | 86'      |
| 14-11-2014 | Лондон         | США       | 1 – 2              | Колумбія   | товариський матч                       | -    |          |
| 18-11-2014 | Любляна        | Словенія  | 0 – 1              | Колумбія   | товариський матч                       | -    | 37'      |
| 26-03-2015 | Ріффа          | Бахрейн   | 0 – 6              | Колумбія   | товариський матч                       | -    | 46'      |
| 06-06-2015 | Буенос-Айрес   | Колумбія  | 1 – 0              | Коста-Рика | товариський матч                       | -    | 46'      |
| 14-06-2015 | Ранкагуа       | Колумбія  | 0 – 1              | Венесуела  | Копа Америка 2015 - 1-й етап           | -    |          |
| 17-06-2015 | Сантьяго       | Бразилія  | 0 – 1              | Колумбія   | Копа Америка 2015 - 1-й етап           | 1    |          |
| 21-06-2015 | Темуко         | Колумбія  | 0 – 0              | Перу       | Копа Америка 2015 - 1-й етап           | -    |          |
| 26-06-2015 | Він'я-дель-Мар | Аргентина | 0 – 0 (5 – 4 п.п.) | Колумбія   | Копа Америка 2015 - чвертьфінал        | -    |          |
| 08-09-2015 | Гаррісон       | Колумбія  | 1 – 1              | Перу       | товариський матч                       | -    |          |
| 8-10-2015  | Барранкілья    | Колумбія  | 2 – 0              | Перу       | Відбір до ЧС 2018                      | -    |          |
| 13-10-2015 | Монтевідео     | Уругвай   | 3 – 0              | Колумбія   | Відбір до ЧС 2018                      | -    | 36'      |
| 12-11-2015 | Сантьяго       | Чилі      | 1 – 1              | Колумбія   | Відбір до ЧС 2018                      | -    |          |
| 17-11-2015 | Барранкілья    | Колумбія  | 0 – 1              | Аргентина  | Відбір до ЧС 2018                      | -    |          |
| 24-3-2016  | Ла-Пас         | Болівія   | 2 – 3              | Колумбія   | Відбір до ЧС 2018                      | -    |          |
| 29-5-2016  | Маямі          | Колумбія  | 3 – 1              | Гаїті      | товариський матч                       | -    | 60'      |
| 3-6-2016   | Санта-Клара    | США       | 0 – 2              | Колумбія   | Копа Америка 2016 - 1-й етап           | -    |          |
| 7-6-2016   | Пасадена       | Колумбія  | 2 – 1              | Парагвай   | Копа Америка 2016 - 1-й етап           | -    | 45+4'    |
| 17-6-2016  | Іст-Ратерфорд  | Перу      | 0 – 0 (2 – 4 п.п.) | Колумбія   | Копа Америка 2016 - чвертьфінал        | -    |          |
| 22-6-2016  | Чикаго         | Колумбія  | 0 – 2              | Чилі       | Копа Америка 2016 - півфінал           | -    |          |
| 25-6-2016  | Глендейл       | США       | 0 – 1              | Колумбія   | Копа Америка 2016 - матч за 3-тє місце | -    | 13'      |
| 1-9-2016   | Барранкілья    | Колумбія  | 2 – 0              | Венесуела  | Відбір до ЧС 2018                      | -    |          |
| 7-9-2016   | Манаус         | Бразилія  | 2 – 1              | Колумбія   | Відбір до ЧС 2018                      | -    |          |
| 16-11-2016 | Сан-Хуан       | Аргентина | 3 – 0              | Колумбія   | Відбір до ЧС 2018                      | -    |          |
| 11-9-2018  | Іст-Ратерфорд  | Аргентина | 0 – 0              | Колумбія   | товариський матч                       | -    |          |
| 12-10-2018 | Тампа          | США       | 2 – 4              | Колумбія   | товариський матч                       | -    |          |
| 19-11-2019 | Гаррісон       | Еквадор   | 0 – 1              | Колумбія   | товариський матч                       | -    | 46'      |
| 13-10-2020 | Сантьяго       | Чилі      | 2 – 2              | Колумбія   | Відбір до ЧС 2022                      | -    |          |
| 13-11-2020 | Барранкілья    | Колумбія  | 0 – 3              | Уругвай    | Відбір до ЧС 2022                      | -    |          |
| 17-11-2020 | Кіто           | Еквадор   | 6 – 1              | Колумбія   | Відбір до ЧС 2022                      | -    | 54'      |
| Усього     |                | Матчів    | 31                 |            | Голів                                  | 1    |          |

## Титули і досягнення
- Чемпіон Іспанії (1):

«Барселона»: 2018-19
- Бронзовий призер Кубка Америки: 2016